# 五和村 (大分県)
五和村（ごわむら）は、大分県日田郡にあった村。現在の日田市の一部にあたる。

## 地理
筑後川（三隈川）左岸の内河野川と串川の流域に位置していた。

## 歴史
- 1889年（明治22年）4月1日、町村制の施行により、日田郡石井村、小山村、堂尾村、内河野村、川下村が合併して村制施行し、五和村が発足[1][2]。旧村名を継承した石井、小山、堂尾、内河野、川下の5大字を編成[2]。
- 1955年（昭和30年）3月31日、日田市に編入され廃止[1][2]。

## 産業
- 農業[2]

## 教育
- 石井小学校[2]
- 堂尾小学校[2]
- 小山小学校[2]